# Meiosi

Visió general de la meiosi. En la interfase es duplica el material genètic, i hi ha la recombinació (representat per cromosomes rojos i blaus). En meiosi I els cromosomes homòlegs es reparteixen en dues cèl·lules filles. En meiosi II, com passa en la mitosi, cada cromàtida migra cap a un pol. El resultat són 4 cèl·lules filles haploides (n).

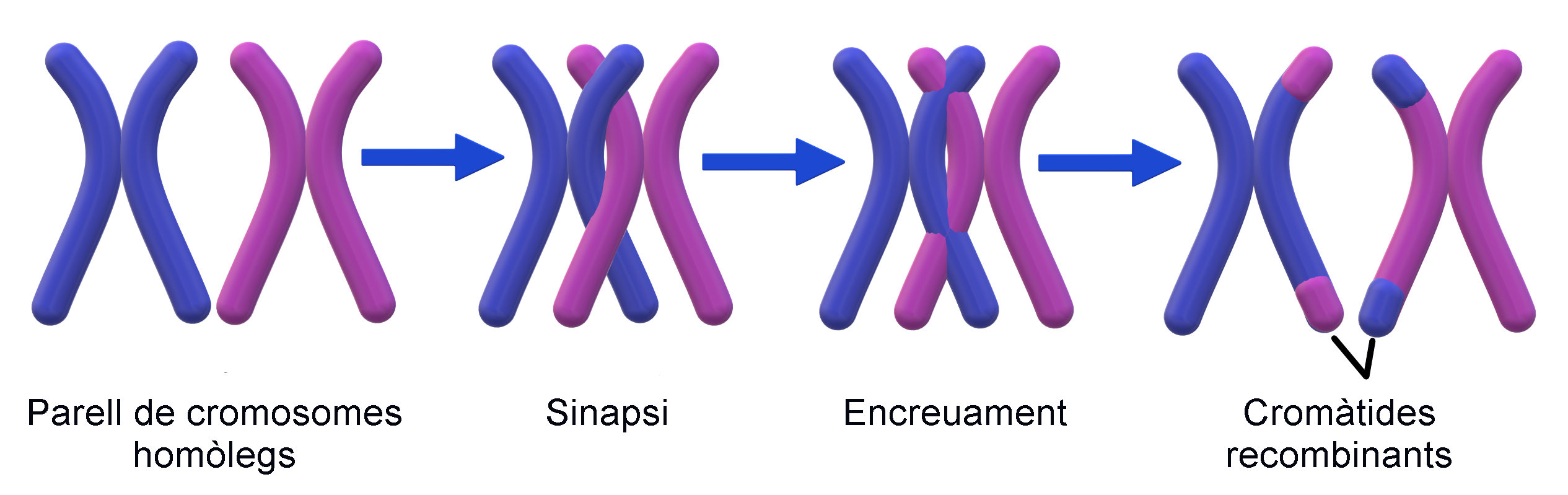
Encreuament entre cromosomes homolegs. Recombinació d'informació genètica i quiasmes.

Com passa de una cèl·lula diploide a quatre cèl·lules haploides.

La meiosi cel·lular és un procés de divisió cel·lular en eucariotes, a través del qual a partir d’una cèl·lula diploide es produeixen quatre cèl·lules haploides. Els gàmetes o cèl·lules sexuals, que en els animals són els òvuls i els espermatozoides, són cèl·lules haploides. Així, doncs, a través d’aquest procés, els organismes diploides, que es reprodueixen sexualment, generen les cèl·lules reproductores amb la meitat d’informació genètica.
La divisió meiòtica és necessària per individus que es reprodueixen mitjançant l'anomenada reproducció sexual. Per a aquesta són necessàries unes cèl·lules especials, els gàmetes, que normalment són produïdes per dos individus diferents. En unir-se, els nuclis d'aquestes cèl·lules es fusionen, i en resulta una sola cèl·lula que en dividir-se i proliferar originarà un nou ésser.
Per concretar més amb el que fa aquest procés i fer-ho més entenedor, diríem que la meiosi genera cèl·lules amb la meitat de cromosomes que la cèl·lula mare. Podríem dir, doncs, que l'objectiu de la meiosi és generar els gàmetes, cèl·lules amb la meitat de cromosomes. D'aquesta manera, en unir-se les cèl·lules sexuals dels dos organismes reproductors amb la meitat, es crea el zigot, la cèl·lula que origina el nou organisme amb la mateixa quantitat d'informació genètica que l'espècie corresponent. Gràcies a aquest procés es manté la dotació cromosòmica de l'espècie, si no fos així, cada generació tindria el doble de cromosomes que l'anterior. Gran part de la importància de la divisió meiòtica recau sobre la reducció cromosòmica, per així mantenir el nombre de cromosomes de l'espècie corresponent.
L'altra gran part de la importància que té aquest procés recau sobre el fet que és el que dona variabilitat en l'espècie. Això succeeix gràcies a l'encreuament que s produeix entre els cromosomes homòlegs (en la fase paquitè, profase I) i a la distribució a l'atzar que es dona dels cromosomes homòlegs (paterns i materns ja recombinats) a les cèl·lules filla (a l'anafase). Aquests fets contribueixen a l'augment de la diversitat genètica, si no fos així els nous organismes serien idèntics als progenitors.
El procés de meiosi consta de dues divisions successives. En la primera, el nombre de cromosomes es redueix a la meitat i s'acaben obtenen dues cèl·lules amb la meitat de cromosomes. En la segona, se segueix un procés de mitosi, però amb cèl·lules haploides degut a que no es dupliquen prèviament després de la primera divisió. És a dir, en la segona divisió meiòtica se separen les dues cromàtides de cada cromosoma. D'aquesta manera es produeixen gàmetes haploides que asseguren el caràcter diploide de l'espècie.

## Primera divisió meiòtica
La primera divisió meiòtica és reductora, ja que redueix la informació genètica, és a dir, el nombre de cromosomes a la meitat. D'una cèl·lula 2n surten dues cèl·lules n.
Consta de quatre fases i cinc subfases dins la primera fase:

### Profase I
En aquesta fase tenen lloc la individualització dels cromosomes i la seva condensació. També es produeix la desaparició de la membrana nuclear i del nuclèol. Seguidament es forma el fus acromàtic que ajudarà en la separació dels cromosomes. Els cromosomes homòlegs s’ajunten formant quiasmes i es produeix l'entrecreuament, és a dir, l’intercanvi d’informació genètica entre els cromosomes. Gràcies a aquests intercanvis hi ha variabilitat en l'espècie.
Aquesta fase té 5 subfases:
- Leptotè

En aquesta subfase els cromosomes es fan visibles per l'espiralització de la cromatina, és a dir, la cromatina es condensa. Els cromosomes estan formats per llargs filaments units per l'embolcall nuclear mitjançant una estructura anomenada placa d’unió.
- Zigotè

En la segona subfase de la profase I els cromosomes homòlegs s’aparellen amb precisió creant els bivalents. Els dos cromosomes s’aparellen totalment, és a dir, fan la sinapsi. El parell resultant de la sinapsi s’anomena bivalent o tètrades, constituïts per dos cromosomes, formats per dues cromàtides germanes cadascun.
- Paquitè

En la tercera subfase es dona l'entrecreuament cromosòmic gràcies al fet que els cromosomes estan units per sinapsi, prèviament realitzada. L'entrecreuament és un procés en el qual s’intercanvia fragments d'ADN entre els cromosomes homòlegs, entre les cromàtides no germanes dels bivalents. Llavors es produeix la recombinació genètica, els cromosomes resultants no són exactament iguals que els originals, ja que contenen tants fragments de la mare com del pare. Això fa que augmenti la variabilitat. Les cromàtides es fan visibles.
- Diplotè

En la quarta subfase les tètrades o els parells de bivalents es separen de l'embolcall nuclear i els dos cromosomes homòlegs que formen els bivalents es comencen a separar, però encara queden units pels quiasmes, que són els punts on s’ha produït l'entrecreuament.
- Diacinesi

En la cinquena i última subfase s’acaben de condensar els cromosomes completament. Aquests augmenten de grossor i s’acaben de separar del tot, deixen d’estar units pels quiasmes.

### Metafase I
En aquesta fase cada bivalent es col·loca en mig de la cèl·lula, en la placa equatorial. Al centre queden les tètrades, dos cromosomes homòlegs amb cadascun d’ells amb les seves dues cromàtides.

### Anafase I
En aquesta fase els cromosomes homòlegs se separen gràcies al fus mitòtic que els arrossega als pols oposats. Llavors queda en cada pol una dotació completa de cromosomes amb dues cromàtides cadascun. Les cromàtides ja no són idèntiques entre elles, ja que s’ha produït l'entrecreuament.

### Telofase I
En aquesta fase els cromosomes ja estan als pols i es reconstrueix l'embolcall nuclear, es forma dos nuclis fills i els cromosomes es desespiralitzen. Quan tot això s’ha completat es produeix la citocinesi. Dona lloc a dues cèl·lules filles que tenen 23 cromosomes amb les seves dues cromàtides.

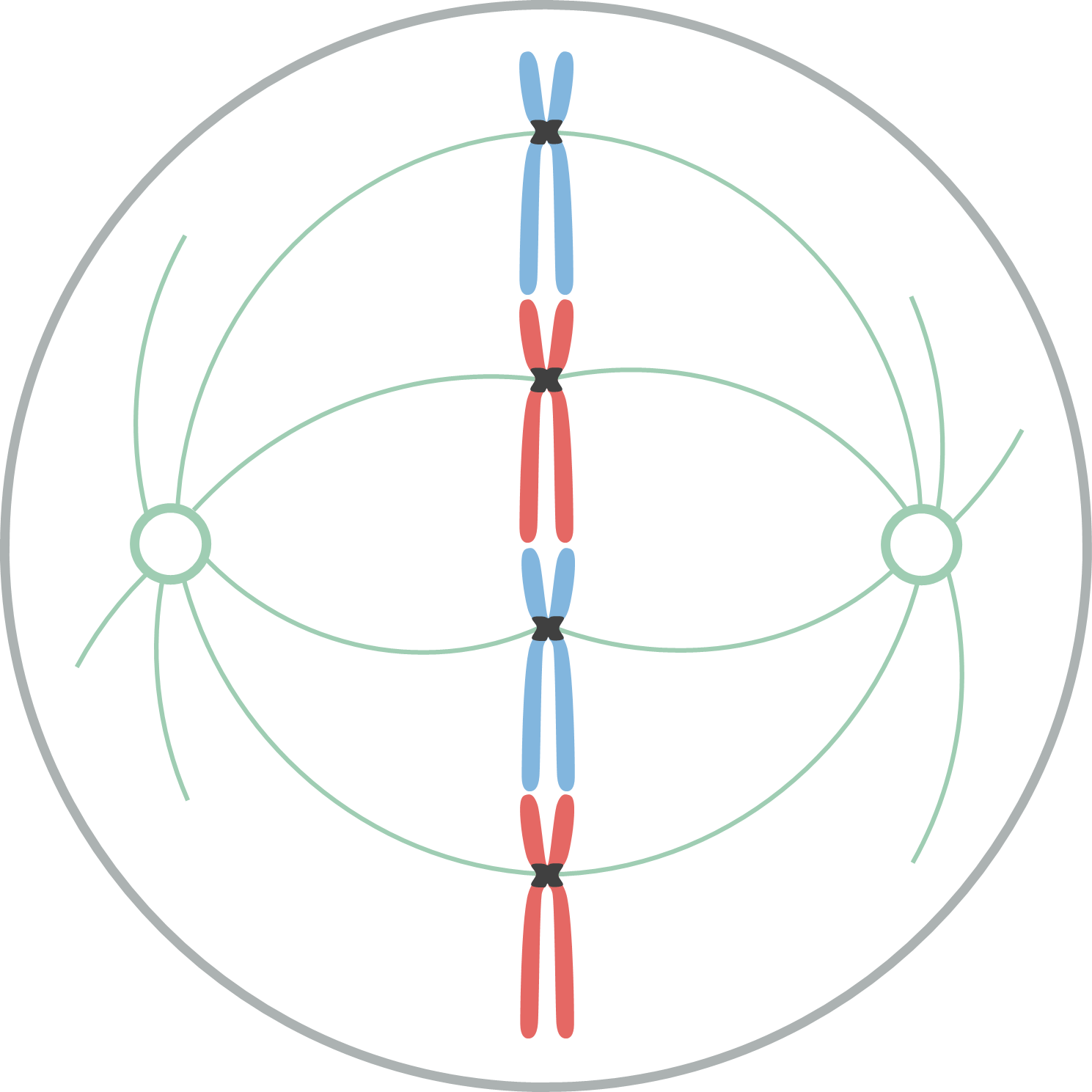
Metafase II. Els cromosomes es troben a la placa equatorial subjectats pels microtúbuls de fus mitòtic.

Un cop s’ha produït la citocinesi, i sense l’autoduplicació de l’ADN, es produeix la divisió equacional (la segona divisió meiòtica).

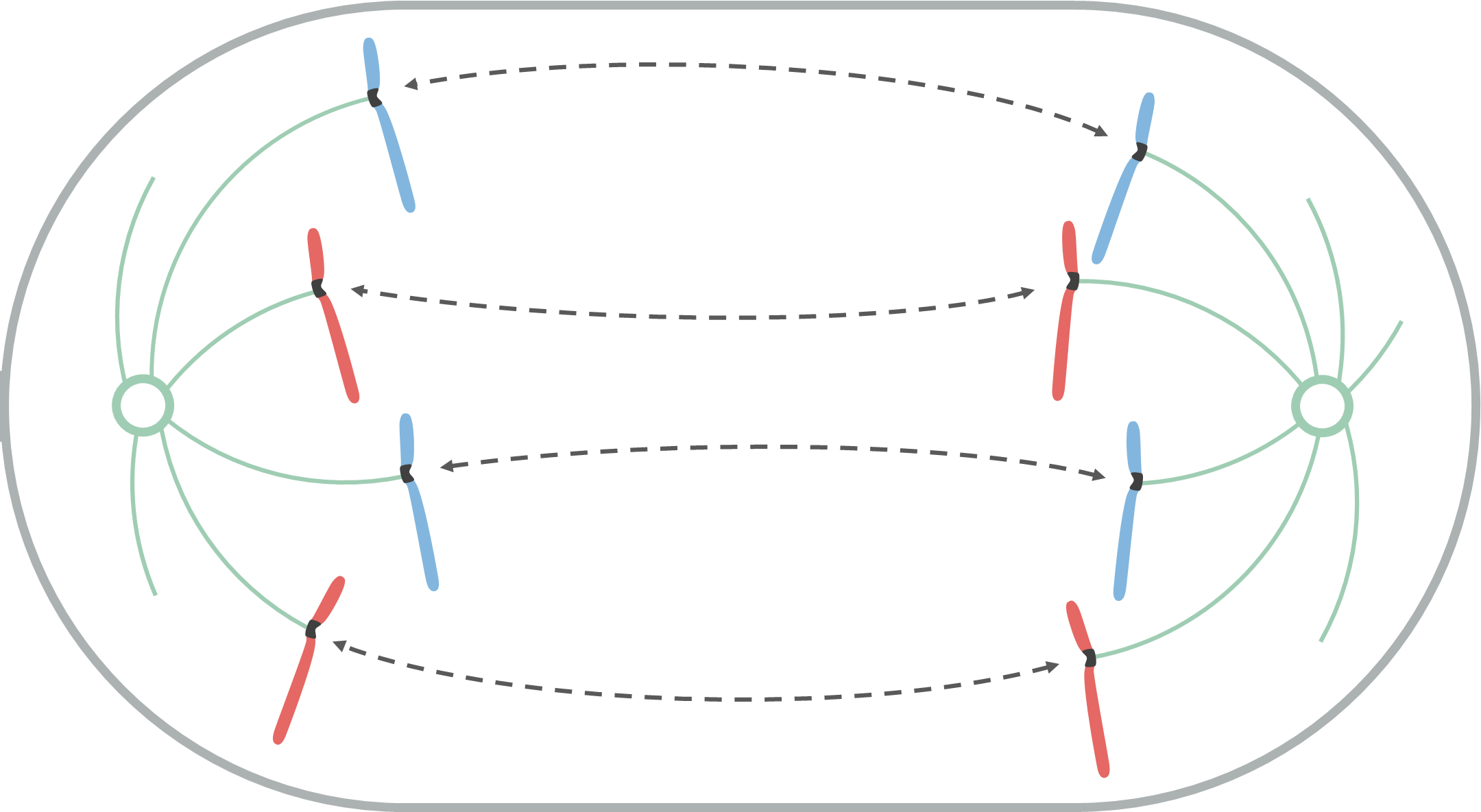
Anafase II. Les cromàtides es separen un a cada pol de la cèl·lula gràcies als microtúbuls de fus acromàtic.

## Segona divisió meiòtica
És una divisió mitòtica on les cèl·lules són haploides perquè no s'han duplicat prèviament. S'hi separen les dues cromàtides de cada cromosoma.

### Profase II
En la primera fase de la segona divisió meiòtica les cromàtides germanes es troben unides pel centròmer constituint els cromosomes. Comencen a desaparèixer el nuclèol i la membrana nuclear. Els centríols es dupliquen formant dos diplosomes envoltats de fibres de fus mitòtic o microtúbuls. Seguidament els diplosomes migren un a cada pol de la cèl·lula i els microtúbuls se situen al centre de la cèl·lula anant d'un diplosoma a l'altre i així formant el fus mitòtic. Finalment els cromosomes van situant-se al centre de la cèl·lula, subjectats pels microtúbuls.

### Metafase II
En la segona fase l'embolcall nuclear ja ha desaparegut totalment i els cromosomes se situen a l'equador de la cèl·lula subjectats pels microtúbuls. D'aquesta manera formen l'anomenada placa equatorial, la qual és possible gràcies a la unió entre el centròmer i les fibres del fus acromàtic.

### Anafase II
En aquesta fase els microtúbuls es contrauen i atrauen les cromàtides de cada cromosoma una cap a cada pol de la cèl·lula. El resultat és una dotació cromosòmica haploide a cada extrem de la cèl·lula mare, una per cada cèl·lula filla.

### Telofase II
En l'última fase desapareixen els microtúbuls del fus i els cromosomes es desespiralitzen, és a dir, es descondensen. Seguidament es formen nous embolcalls nuclears que envolten els dos nuclis, i també es formen els nuclèols. L'embolcall nuclear es forma amb molècules o substàncies del reticle endoplasmàtic i amb restes de l'embolcall de la cèl·lula mare. Finalment es produeix la citocinesi, on es divideix el citoplasma de la cèl·lula mare donant lloc a dues cèl·lules filla.
S'han format dues cèl·lules haploides a partir de cadascuna de les cèl·lules haploides obtingudes de la primera divisió, és a dir quatre en total. Però en aquestes, a diferència de les que resulten de la primera divisió meiòtica, no hi ha cromosomes formats per dues cromàtides, sinó que només hi ha cromàtides soles.
Webgrafía:
- Martín, T. E., Torija, B. B., & Martín, J. M. P. (2018). Enseñanzas de la división celular:¿ Qué estamos haciendo desde la Didáctica de las Ciencias?. In Encuentros de Didáctica de las Ciencias Experimentales: iluminando el cambio educativo (pp. 613-618). Servizo de Publicacións.
- Biología y fisiología celular. Libro de André Berkaloff
- DUARTE PESANTES, Berta Priscila. Mitosis y meiosis. 2009.
- RODRÍGUEZ GIL, Sergio Gustavo. División celular. Mitosis y meiosis. 2019.